# Paraphenice dissimilis
Paraphenice dissimilis är en insektsart som beskrevs av Synave 1968. Paraphenice dissimilis ingår i släktet Paraphenice och familjen Derbidae. Inga underarter finns listade i Catalogue of Life.